# Paolo Rota
Paolo Rota (Casalsigone, 14 settembre 1886 – Fidenza, 31 dicembre 1960) è stato un vescovo cattolico italiano.

## Biografia
Nacque vicino a Cremona in una famiglia di negozianti e frequentò il ginnasio al collegio Marco Gerolamo Vida. A tredici anni entrò in seminario a Cremona compiendo gli studi liceali e teologici. Venne ordinato sacerdote il 21 maggio 1910 dal vescovo Geremia Bonomelli e fu inviato come vicario cooperatore nella parrocchia di Corte de' Cortesi con Cignone.
Allo scoppio della prima guerra mondiale fu chiamato alle armi come cappellano militare, inviato a Nervi e successivamente a Creta.
Al termine del conflitto tornò in diocesi a Cremona come vicario nella parrocchia di San Michele Arcangelo a Castelverde e insegnante di lettere in seminario. Nel 1919 nominato assistente diocesano della Gioventù maschile di azione cattolica e nel 1921 segretario dell'Ufficio missionario diocesano oltre che assistente diocesano della Gioventù femminile. Nel 1922 si laureò in Scienze sociali e nel 1924 il vescovo Giovanni Cazzani lo nominò assistente diocesano della Unione donne di A.C.I. (UDACI). Nel 1928 fondò l'Istituto secolare delle Oblate di Nostra Signora del Sacro Cuore.
Nel 1930 fu nominato a Roma da papa Pio XI, assistente centrale dell'Unione donne di A.C.I., in sostituzione di monsignor Giuseppe Nogara eletto arcivescovo di Udine e nel 1932 prelato domestico del pontefice.
Il 10 marzo 1947 papa Pio XII lo elesse vescovo titolare di Memfi e vescovo ausiliare della diocesi di Cremona. Venne consacrato nel duomo di Cremona il 25 maggio 1947 dall'arcivescovo Giovanni Cazzani. Il 27 dicembre 1952 il pontefice lo nominò vescovo di Fidenza dove fece l'ingresso solenne il 29 marzo 1953 partendo da Cremona e facendo tappa nella parrocchia di Croce Santo Spirito, nel comune di Castelvetro Piacentino, prima parrocchia fidentina sul confine tra le due vicine diocesi.

### Episcopato a Fidenza
(Prima lettera pastorale del vescovo Paolo Rota, 7 marzo 1953)
Devoto a Maria, per il proprio episcopato scelse come motto «Ipsam sequens non devias» tratto dalla preghiera a Maria di San Bernardo di Chiaravalle, che significa Seguendo Lei non sbagli strada. Nel suo stemma episcopale una stella d'oro rappresenta la Madonna, stella del mare, una ruota in campo verde fa riferimento al proprio cognome, Rota, ed è anche la ruota del comando con cui il pilota governa la propria nave.
Durante il suo breve episcopato completò una prima visita pastorale  della diocesi, iniziata il 7 novembre 1953 alla parrocchia della Cattedrale, terminandola il 15 marzo 1956 con la parrocchia di Bersano. Celebrò solennemente il primo centenario della terza invenzione delle ossa del corpo del patrono San Donnino, trasportandole dalla cripta alla navata centrale della Cattedrale di Fidenza dal 29 settembre 1953 al 9 ottobre, giorno in cui si celebra la ricorrenza del santo protettore della città e della diocesi. Durante la solennità di Cristo Re del 1955 indisse il Sinodo diocesano che si celebrò dall'11 al 13 settembre 1956 e fece tenere una Missione dalla Pro Civitate Christiana dal 19 al 30 settembre dello stesso anno.
Nel decimo anniversario della sua consacrazione episcopale fu annoverato dal pontefice tra i vescovi assistenti al Soglio Pontificio.
Iniziò una seconda visita pastorale il 20 aprile 1959 che però non portò a termine. Nell'anno del suo 50º anniversario dell'ordinazione volle svolgere il VII Congresso eucaristico diocesano che ebbe luogo dal 1º all'8 maggio 1960. Proprio al termine del congresso ebbe i primi segnali della malattia che nonostante un intervento chirurgico subito il 17 ottobre all'Istituto Piccole figlie di Parma ne causò la morte. Spirò alle 10.57 del 31 dicembre 1960. Le esequie solenni si svolsero il 3 gennaio 1961 nella Cattedrale di Fidenza e le spoglie furono traslate nel Duomo di Cremona dove fu sepolto nella cripta.
Nel periodo in cui resse la diocesi di Fidenza ne affrontò anche i problemi economici, ereditati dal dopoguerra, e si preoccupò di completare l'edificazione del seminario che era in fase di costruzione dopo la distruzione causata dagli eventi bellici. Volle che il periodico diocesano Il Risveglio tornasse ad una cadenza settimanale. Eresse due nuove parrocchie: Santa Maria Assunta il 3 settembre 1954 e Santa Maria Ausiliatrice al Poggio il 22 maggio 1959, entrambe nel territorio di Salsomaggiore Terme, città che dal dopoguerra stava subendo una notevole espansione urbanistica. Ricostruì inoltre le parrocchie di San Vittore e Bersano avviando anche un restauro della chiesa Cattedrale.
Non mancò di redigere ogni anno una lettera pastorale. Dopo la prima inviata "al clero e al popolo" il 7 marzo 1953, quando ancora si trovava a Cremona prima dell'ingresso solenne nella sua diocesi, proseguì con la lettera titolata L'uomo immagine viva di Dio (1954), a cui seguirono: Voi in me e io in voi (1955); Di parrocchia in parrocchia (1956); Dio vuol amare col cuore degli uomini (1957); La vittoria sul mondo è la nostra fede (1958); La famiglia di Gesù e le nostre famiglie (1959); La Messa e la Comunione (1960).

## Genealogia episcopale e successione apostolica
La genealogia episcopale è:
- Cardinale Scipione Rebiba
- Cardinale Giulio Antonio Santori
- Cardinale Girolamo Bernerio, O.P.
- Arcivescovo Galeazzo Sanvitale
- Cardinale Ludovico Ludovisi
- Cardinale Luigi Caetani
- Cardinale Ulderico Carpegna
- Cardinale Paluzzo Paluzzi Altieri degli Albertoni
- Papa Benedetto XIII
- Papa Benedetto XIV
- Papa Clemente XIII
- Cardinale Marcantonio Colonna
- Cardinale Giacinto Sigismondo Gerdil, B.
- Cardinale Giulio Maria della Somaglia
- Cardinale Carlo Odescalchi, S.I.
- Cardinale Costantino Patrizi Naro
- Cardinale Lucido Maria Parocchi
- Cardinale Agostino Gaetano Riboldi
- Vescovo Francesco Ciceri
- Arcivescovo Giovanni Cazzani
- Vescovo Paolo Rota

La successione apostolica è:
- Vescovo Ferdinando Guercilena, P.I.M.E. (1950)